# Borgholm

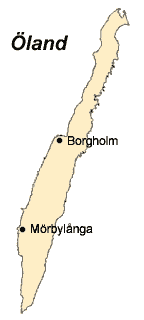
Poblacions a Öland.

Borgholm és una ciutat de Suècia i la seu de la Municipalitat de Borgholm, al Comtat de Kalmar, amb 3.071 habitants el 2010. Es troba a l'illa d'Öland a la mar Bàltica. És una ciutat històrica de Suècia (stad). És coneguda per la seva magnífica fortalesa actualment en runes. És un lloc turístic.
La ciutat està situada a uns 20 quilometres (12 milles) al nord del Pont d'Öland que la connecta amb la ciutat de Kalmar al continent. La seva temperatura mitjana anual és de 8,8 °C. Essent la mitjana de gener de -0,5 °C i la mitjana de juliol de 17,5 °C.